# 泉州港
泉州港，又稱刺桐港，位於中國福建省泉州市沿海港口，由福建省泉州市港口管理區管理。

## 概況
泉州港与台湾隔海相望，距高雄港165海里，距基隆港152海里，距台中港105海里，距澎湖马公港仅90海里。 
- 1997年，港口吞吐量首次突破1000萬噸大關，進入全國沿海大型港口行列；
- 1999年，港口吞吐量1521.19萬噸，集裝箱8.14萬標箱，輸送量首次超過福州港，位居福建省第二；
- 2001年，港口吞吐量達到2106萬噸，居全國沿海港口第16位，集裝箱 23.58萬標箱，居中國沿海港口第12位；
- 2003年，港口吞吐量達到2511萬噸，比增18.3%。集裝箱41萬標箱，比增50.2%；
- 2004年，港口吞吐量达3093万吨，居全国沿海港口第18位，集装箱完成54.2万TEU，居全国港口第12位[3]；
- 2011年，港口吞吐量达到9330.48万吨，比增10.4%。集装箱156.86万标箱，比增14.5%；
- 2012年，港口吞吐量达到10372万吨[4]，跨入亿吨大港行列，“小三通”也取得长足进展，货运量94.99万吨，位居福建省第一。[4]

## 歷史
泉州港已有1500多年的历史，是中国古代著名的海外交通的重要港口之一。泉州的历史就是一部港口史。
泉州港是海上絲綢之路的起點之一，是中国古代一个重要的對外貿港口，它在宋元时期曾成為「世界最大港口之一」，以「東方第一大港聞名于世」。 
泉州古港包括泉州灣東北面的崇武港，泉州灣的蚶江港、石湖港，後渚港、洛陽港，深滬灣的祥芝港、永寧港、深滬港、福全港，圍頭灣的圍頭港、金井港、東石港、安海港、石井港，湄洲灣的肖厝港、斗尾港。
合称三湾十二港。
在上述各港中，以后渚港最靠近泉州市府，水陆交通极为方便，是泉州港重要对外交通贸易港口。

### 唐、五代及以前
八王之乱以及永嘉之乱后，中原地区的人口和生产资料加速南迁。促进了南方地区的繁荣。河洛人来到泉州，到了海岸边，把这里命名为洛阳。晋人到了这里，因为感念故国，就把当地不知名的河流叫做晋江。早在公元6世纪的南朝，印度僧人拘那罗陀于陈武帝永定二年（558年）和陈文帝天嘉六年（565年）两次到泉州，在泉州西郊九日山上翻译《金刚经》，后由泉州乘船到棱加修国（今马来半岛）和优禅尼国（今印度）。随着中国南方社会经济、文化的发展，泉州港的海外交通日益繁荣。
唐代，泉州、广州和扬州等，并称为中国对外贸易的大港口。唐王朝特在泉州设参军事，管理海外交通贸易事宜。唐代来泉州贸易的外国商人主要是阿拉伯和波斯人，还有东南亚以及印度、埃及、日本、朝鲜等国家和地区的人。7世纪初，阿拉伯正式派遣使节来中国，随后来者日多。《海关税务纪要》说：“唐，置市舶提举司于杭州、泉州诸良港。”陈灿《中国商业史》说到具体年份：“至武后时（按684-704年），阿拉伯人经商于广州、泉州、杭州诸良港恒数万。唐置市舶司，所征关税几为岁入大宗。”当时泉州港也因“南海蕃舶”常到，而“岛夷斯杂”，出现了“市井十州人”的盛况。为了表示对外商的关怀，唐文宗大和八年（834年），特下令保护广东、福建的外商，规定“除舶脚、收市、进奉外，任其来往通流，自为交易，不得重加率税”。
留从效，906—962，字符范，泉州人。从效治泉州十七年，专以勤俭养民为务，凡不利于民者，皆除去。他广收游民垦荒，发展工业铸炼；扩大了铁矿的开采和冶炼。他重视手工业，特别是与海外贸易有关的陶瓷业、冶炼业、丝业等，均得到较大发展。开拓海外交流贸易，当时从泉州港运往阿拉伯、东非等地的货物是陶瓷、铜铁等手工业品，运回的是象牙、犀角、玳瑁、明珠、乳香、樟脑等物。他还建罗城，并“教民间开同衢，构云屋。”以“招徕海上蛮夷商贾”。由于海外交通贸易的发展，增进了亚非各地人民的往来和宗教的兴盛。《清源留氏族谱·鄂国公传》记载：“陶瓷、铜铁远泛于番国，取金贝而返，民甚称便。”从效任清源军节度使时，遍种刺桐美化环境，世称泉州为刺桐城。《五代史话》这样写到：从晚唐五代到元末，泉州港一直兴旺发达，留从效起了促进作用。五代后期，泉州扩大了城市范围，并增辟了道路和建置货栈，以适应海外交通贸易发展的需要。

### 宋代
宋代，泉州海外交通、贸易空前繁盛。泉州港被誉称为“世界最大贸易港”之一而驰名中外，与埃及亚历山大港齐名。历史上泉州的丝绸、瓷器与铜铁制品工艺先进，质量上乘，享誉海外。宋元祐二年（1087年），泉州设立市舶司，嗣后又设来远驿，以接待贡使和外商。为鼓励海外交通贸易，宋代的泉州市舶司和地方官员，每当海舶入港或出航的季节，特为中外商人举行“祈风”或“祭海”活动，以祝海舶顺风安全行驶。自1087年北宋在泉州设置福建市舶司“掌蕃货、海舶、征榷贸易之事”以来，泉州与国外往来的有70余个国家和地区，海外交通畅达东、西二洋，东至日本，南通南海诸国，西达波斯、阿拉伯和东非等地。进口商品主要是香料和药物，出口商品则以丝绸、瓷器为大宗。《宋史·地理志》记载，淳佑年间（1241-1252），泉州合计有255758户、1329940口。南宋中期，泉州超过临安府为世界最大城市。从税收上来看，泉州是膏腴之地的望州。泉州市舶司每年仅征收抽解税就超过200万贯，约占南宋每年财政总收入的5%。

### 元代
而到了元代，泉州与海外的通商贸易已涉足近百个国家与地区，至今屹立在泉州沿海的六胜塔，就是当年引导航船进出的灯塔遗迹。当时的刺桐港港口里船舶相连无边无尽，巨宗货物堆积如山。研究海上丝绸之路的专家学者考证，当时的刺桐港（泉州）是与埃及的亚历山大港并列的世界两大港口之一。 时人乃曰，泉，七闽之都会也。番货远物异宝珍玩之所渊薮，殊方别域富商巨贾之所窟宅，号为天下最。
马可·波罗在《马可·波罗游记》中写到：“应知刺桐港即在此城……由是商货宝石珍珠输入之多竟至不可思议，然后由此港转贩蛮子境内。我敢言亚历山大或他港运载胡椒一船赴诸基督教国，乃至此刺桐港者，则有船舶百余……”
雅各·德安科纳在《光明之城》中写到这是一个无比繁华的贸易城市，商店的数目比世界上任何城市都多。每个城门口都有专卖市场。即使世界最遥远地方的商品，在这里都能买到。它仿佛就是整个世界的一座城市。
日本东洋史京都学派的桑原隲蔵则在其扛鼎之作《蒲寿庚考》中说，据回教徒及耶教徒所记，Zaitun为中国中古时第一商港。而征之汉籍，宋末及有元一代，沿海商港，无一能及泉州，则Zaitun非泉州而何。漳州于宋时尚非商港，在元代亦不能与泉州比盛。
泉州港有着辉煌的历史，在人类文明史是有着非凡的地位。刺桐港这个名字曾代表着西方人对伟大东方的财富的向往。不幸在进入元代中叶后，泉州连年战乱，受到亦思巴奚兵乱和明代海禁影响，对外贸易萎缩。

### 明代
意大利学者保罗·达尔·波佐·托斯卡内利给哥伦布的信这样写道：“盖诸地商贾，贩运货物之巨，虽合全世界之数，不及刺桐一巨港也。每年有巨舟百艘，载运胡椒至刺桐。其载运别种香料之船舶，尚未计及也。”这就不难解释1492年11月1日哥伦布到达南美洲时，在日记上写道：“这里就是大陆，萨伊多（Zayto）和金萨伊（Kinsai）就在吾前面一百里格的地方。”哥伦布以为南美洲是他远航所要去的刺桐港。
明代以后，泉州海外一度有所恢复，社会经济进一步发展，但由于明政府施行了严厉的“海禁”，限制泉州港只通琉球，使泉州港对外贸易受到极大限制。成化十年（1474年）市舶司移设福州，泉州的来远驿也随同市舶司废置，标志着泉州港外贸地位的下降。

### 清代
在清初战争和海禁、迁界的影响下，泉州的社会经济遭到严重破坏。泉州港虽沦为地方性港口，但仍然比较繁荣。古本《圣喻条目》记录的时间是清道光七年，多次提到了泉州航海及外国商船报关交税等情况，“这说明泉州港并非像人们所说的那样，在明清时期日渐衰退。” 由于《圣喻条目》一书中有明确提到“泉州知府刘侃”、“你们泉州沿海地方洋船凑集”等字样，考古工作者刘志成查阅《晋江县志》、《泉州府志》等文献资料后确认，刘侃是山东人，康熙四十九年任泉州知府。

### 中华人民共和国成立后
中华人民共和国成立后，由于海峡两岸的对峙和紧张的军事形势，泉州港于1957年关闭。中共十一届三中全会以后，泉州在原有基础上重建港口。1980年，泉州港务管理局成立；1983年1月1日，泉州港正式恢复对外籍船舶开放，被国务院批准为全国24个对外开放港口之一。

## 轄區
- 泉州灣港區（崇武、後渚、內港、石湖、祥芝作業區和正在規劃的秀塗作業區）[3]
- 深滬灣港區（梅林、深滬作業區）
- 圍頭灣港區（圍頭、石井、東石、安海、水頭作業區）

### 舊有轄區
2009年8月3日起，以下港區（即今蕭厝港區和鬥尾港區）合併到新組成的湄洲灣港，成立福建省湄洲灣港口管理局
- 湄洲灣南岸港區（沙格、鯉魚尾、斗尾作業區）

## 設施
還有碼頭32座、泊位54個，其中萬噸級以上泊位10個，年設計吞吐能力1921萬噸，包括集裝箱16萬TEU。倉庫總庫容量為38725平方米；油庫25座，總容量為811350立方米；堆場338000平方米；擁有16噸以上門機或塔吊4台，10噸門機或塔吊7台，40噸（含）以上集裝箱裝卸橋6座，40噸以下集裝箱裝卸橋吊2座，30噸（含）以上浮吊1台，16噸以上輪胎吊21台，裝卸搬運機械93台（輛）
泉州湾通海航道整治工程已完工，可保证10万吨级船舶乘潮进出石湖港。

### 石湖港区码头
1. 3000吨级码头泊位一个
2. 1万吨级码头泊位一个
3. 3.5万吨级码头泊位一个
4. 5万吨级码头泊位一个
5. 10万吨级码头泊位一个

### 后渚港区码头
1. 500吨级方舟浮码头泊位2个；
2. 500吨级件杂货码头泊位2个；
3. 3000吨级件杂货码头泊位1个；
4. 5000吨级客货码头泊位1个；
5. 油码头3500吨级泊位1个；
6. 粮食码头5000吨级泊位1个

### 内港港区码头
1. 20吨级件杂货码头（6号码头）泊位2个；
2. 200吨级件杂货码头（8号码头）泊位3个；
3. 500吨级件杂货码头（9号码头）泊位3个

## 航線
泉州港辟有泉州至日本、香港、两岸三地、韩国釜山等定期散杂货或集装箱班轮航线，与世界60多个国家和地区通航。

## 命名爭議
福建省交通运输厅于2012年3月31日发布公告称，从2012年4月1日起，福建省行政区划内原湄洲湾的四个港区、泉州港的三个港区以及莆田港将被合并成一个，合并后的名称暂定为“湄州湾港”。此消息一出，即遭到部分泉州市民的激烈反对，并在网络上引发了一系列讨论。天使投资者薛蛮子发表微博表示，“泉州港自唐宋以来就是中国最著名的进出口大港。马可波罗游记专门记录了泉州的繁华。如果是湄州湾港并入泉州港，可以扬名，借泉州的品牌嘛。摘了自己的牌子，我就完全蒙了！”。中国海外交通史研究会副会长王连茂说，泉州港是世界航海史的一个象征和标志，此番更名，丢失的是中国在世界航海历史上一个非常重要的港口名称，更将对“海上丝绸之路”申遗造成直接的负面影响，是一个“贻笑大方的决策”，抹杀了世界航海史最重要的一段。
经过数日的舆论关注，泉州市港口管理局局长蒋少怀于2012年4月13日傍晚向新华社记者证实，福建省政府专题会议研究决定保留泉州港。